# The Smoldering Spark
The Smoldering Spark è un cortometraggio muto del 1917 diretto da Colin Campbell. Prodotto dalla Selig e sceneggiato da Emmett C. Hall, il film aveva come interpreti Anna Dodge, Bessie Eyton, George Hernandez, Herbert Rawlinson, Tom Santschi.

## Produzione
Il film fu prodotto dalla Selig Polyscope Company.

## Distribuzione
Distribuito dalla General Film Company, il film - un cortometraggio in due bobine - uscì nelle sale cinematografiche statunitensi il 25 aprile 1917.